# 테일러링
테일러링(tailoring)이란 주어진 대상에 딱 맞게 줄이거나 늘리는 것을 말한다. 원래는 남성 양복을 고객의 몸에 딱 맞도록 재단한다는 뜻이다. 시스템 개발이나 홈페이지 제작 등 프로젝트 진행 시 회사의 표준 방법론이나 표준 산출물을 활용하여, 개별 과제의 특성에 딱 맞도록 방법론과 산출물을 테일러링한다. 해당 과제에 맞지 않는 일반적인 방법론이나 산출물 목록은 제거하고, 꼭 필요한 방법론과 산출물만 남기는 테일러링을 통해서 해당 과제에 딱 맞는 최적화된 결과를 얻을 수 있다.
- 방법론 테일러링
- 산출물 테일러링